# Ширитовци
Ширитовци су насељено мјесто у саставу града Дрниша, у Далмацији, у Шибенско-книнској жупанији, Република Хрватска.

## Географија
Насеље је удаљено око 10 км сјеверозападно од Дрниша.

## Историја
Ширитовци су се од распада Југославије до јуна 1992. године налазили у Републици Српској Крајини.

## Становништво
Према попису из 1991. године, Ширитовци су имали 338 становника. Према попису становништва из 2001. године, Ширитовци су имали 225 становника. Насеље је према попису становништва из 2011. године имало 191 становника.
| Демографија | Демографија | Демографија |
| Година      | Становника  | Становника  |
| ----------- | ----------- | ----------- |
| 1961.       | 506         |             |
| 1971.       | 473         |             |
| 1981.       | 312         |             |
| 1991.       | 338         |             |
| 2001.       | 225         |             |
| 2011.       |             | 191         |

## Попис 1991.
На попису становништва 1991. године, насељено место Ширитовци је имало 338 становника, следећег националног састава:
| Попис 1991.‍ | Попис 1991.‍ | Попис 1991.‍ | Попис 1991.‍ | Попис 1991.‍ |
| ----------- | ----------- | ----------- | ----------- | ----------- |
|             |             |             |             |             |
| Хрвати      | Хрвати      |             | 338         | 100%        |
| укупно: 338 |             |             |             |             |